# Nylon 4
Nylon 4, v Evropě spíše známý pod názvem polyamid 4 (PA4), je jedním z méně známých polymerů z rodiny polyamidů. Lze ho připravit aniontovou polymerací 2-pyrrolidonu. Vykazuje zajímavé vlastnosti jako je sorpce vody podobná bavlně (6-9 %) a dále je biologicky rozložitelný působením bakterií vyskytujících se v půdě, aktivovaném kalu nebo kompostu.

## Syntéza
Aniontová polymerace 2-pyrrolidonu probíhá pětikrokovým mechanismem:
1. reakce báze s 2-pyrrolidonem za vzniku aniontově aktivovaného monomeru-aniontu 2-pyrrolidonu
2. reakce vzniklého aniontu s 2-pyrrolidonem za tvorby N-acylovaného laktamu
3. vznik N-(ω-aminoacyl)laktamu neutralizací aminového aniontu 2-pyrrolidonem; zároveň dochází k regeneraci 2-pyrrolidonového aniontu, tj. reaktantu druhé reakce
4. propagační reakce spočívající v opakovaném nukleofilním ataku karbonylové skupiny N-acylovaného laktamu pyrrolidonovým aniontem
5. neutralizace amidového aniontu a regenerace laktamového aniontu

Řídícím dějem syntézy je reakce popsaná v druhém kroku, tedy vznik N-acylovaného laktamu, ke kterému dochází nejpomaleji. 
K polymerizaci polyamidu 4 se v roli iniciátorů využívají alkalické soli pyrrolidonu vytvářené jeho reakcí s hydroxidem sodným nebo draselným, terc-butoxid draselný nebo komplexní hydridy.
Aniontové polymerace pyrrolidonu se vyznačuje nízkou stropní teplotou polymerace, která je 70 °C. Z toho důvodu se polymerace pyrrolidonu provádí při teplotách 40–50 °C.

## Zpracování
Vzhledem k nestabilitě PA4 v okolí teploty tání je zpracovatelnost PA4 omezená. Jedním z možných způsobů jak zlepšit zpracovatelské vlastnosti je modifikace koncových skupin, které u PA4 při vyšších teplotách depolymerizují. Vhodnými substituenty se ukázaly karboxylová skupina, aminoskupina a alkyly. Po provedení úspěšné modifikace bude pravděpodobně možné PA4 zpracovávat jako ostatní polyamidy například vstřikováním či litím. Na trhu polymerů zatím výrobky z PA4 nejsou dostupné.
Teplotní nestabilita PA4 činila překážky při studiu nanovlákenných vrstev, které se běžně získávají zvlákňováním z taveniny. Nemodifikovaný PA4 byl zvlákněn díky objevu technologie zvlákňování z roztoku polymeru. Tato technologie je v Česku známá pod názvem Nanospider a byla vynalezena na Technické univerzitě v Liberci.

## Použití
PA4 zatím nepatří mezi běžně komerčně dostupné polymery. Nicméně se v poslední době rozmáhá laboratorní výzkum soustředící se na PA4. Pozornost upoutal možností jeho přípravy z biomasy a jeho potenciální biodegradabilitou. Díky degradaci v tělním prostředí je PA4 perspektivním materiálem pro biomedicinální aplikace. Dále je PA4 svou strukturou i vlastnostmi velmi podobný polyamidu 6 a mohl by být tedy do budoucna v aplikacích jeho ekologičtější náhradou.

## Degradace
PA4 není snadno hydrolyzovatelný a to ani ve formě nanovlákenných vrstev, které jsou k degradaci náchylnější. Napříč tomu in vivo testování na krysách ukázalo, že vzorky PA4 ve formě nanovlákenných vrstev degradují a to dokonce rychleji než kyselina polymléčná, která je běžně používaná v medicinálních aplikacích. PA4 by tedy mohl být vhodnou alternativou s lepšími mechanickými vlastnostmi. PA4 dále degraduje pomocí bakterií obsažených v mořské vodě a aktivovaném kalu. 
Biodegradaci PA4 lze potlačit zavedením mastných kyselin do řetězců polymeru, nejlépe kyseliny stearové (C18). Mastné kyseliny zhoršují smáčivost polymeru čímž je omezena jeho hydrolýza.

## Zdroje
1. ↑  HARREUS, Albrecht Ludwig; BACKES, R.; EICHLER, J.-O. 2-Pyrrolidone. Příprava vydání Wiley-VCH Verlag GmbH & Co. KGaA. Weinheim, Germany: Wiley-VCH Verlag GmbH & Co. KGaA Dostupné online. ISBN 978-3-527-30673-2. doi:10.1002/14356007.a22_457.pub2. S. a22_457.pub2. (anglicky) DOI: 10.1002/14356007.a22_457.pub2.
2. 1 2  TACHIBANA, Koichiro; HASHIMOTO, Kazuhiko; YOSHIKAWA, Masato. Isolation and characterization of microorganisms degrading nylon 4 in the composted soil. Polymer Degradation and Stability. 2010-06-01, roč. 95, čís. 6, s. 912–917. Dostupné online [cit. 2020-12-10]. ISSN 0141-3910. doi:10.1016/j.polymdegradstab.2010.03.031. (anglicky)
3. ↑  TACHIBANA, Koichiro; HASHIMOTO, Kazuhiko; YOSHIKAWA, Masato. Isolation and characterization of microorganisms degrading nylon 4 in the composted soil. Polymer Degradation and Stability. 2010-06-01, roč. 95, čís. 6, s. 912–917. Dostupné online [cit. 2024-09-27]. ISSN 0141-3910. doi:10.1016/j.polymdegradstab.2010.03.031.
4. ↑   Encyclopedia of Polymer Science and Technology. Příprava vydání Herman F. Mark. 3. vyd. [s.l.]: Wiley Dostupné online. ISBN 978-1-118-63389-2, ISBN 978-0-471-44026-0. doi:10.1002/0471440264.pst250. (anglicky) DOI: 10.1002/0471440264.
5. ↑  TOKIWA, Yutaka; CALABIA, Buenaventurada P.; UGWU, Charles U. Biodegradability of Plastics. International Journal of Molecular Sciences. 2009/9, roč. 10, čís. 9, s. 3722–3742. Dostupné online [cit. 2020-12-10]. doi:10.3390/ijms10093722. (anglicky)
6. ↑  Reinšteinová, L. Nanovlákenné vrstvy z polyamidu 4. Bakalářská práce, VŠCHT Praha, 2023.
7. ↑  FRIES, Tomáš; BĚLOHLÁVKOVÁ, Jana; NOVÁKOVÁ, Olga. Polymerization of lactams, 77. On the limit temperature (ceiling temperature) of the anionic polymerization of 2‐pyrrolidone. Die Makromolekulare Chemie. 1987-02, roč. 188, čís. 2, s. 239–255. Dostupné online [cit. 2024-12-15]. ISSN 0025-116X. doi:10.1002/macp.1987.021880202. (anglicky)
8. ↑  TACHIBANA, Koichiro; HASHIMOTO, Kazuhiko; TANSHO, Noriyuki. Chemical modification of chain end in nylon 4 and improvement of its thermal stability. Journal of Polymer Science Part A: Polymer Chemistry. 2011-06, roč. 49, čís. 11, s. 2495–2503. Dostupné online [cit. 2024-10-01]. ISSN 0887-624X. doi:10.1002/pola.24682. (anglicky)
9. ↑  BLAŽKOVÁ, Lenka; MALINOVÁ, Lenka; BENEŠOVÁ, Václava. Nanofibers prepared by electrospinning from solutions of biobased polyamide 4. Journal of Polymer Science Part A: Polymer Chemistry. 2017-07-01, roč. 55, čís. 13, s. 2203–2210. Dostupné online [cit. 2024-10-29]. doi:10.1002/pola.28605. (anglicky)
10. ↑   Nanospider. [s.l.]: [s.n.] Dostupné online. Page Version ID: 23217147.
11. 1 2  YAMANO, Naoko; KAWASAKI, Norioki; IDA, Sayuri. Biodegradation of polyamide 4 in vivo. Polymer Degradation and Stability. 2017-03-01, roč. 137, s. 281–288. Dostupné online [cit. 2024-10-28]. ISSN 0141-3910. doi:10.1016/j.polymdegradstab.2017.02.004.
12. ↑  FUKUDA, Yuichiro; SASANUMA, Yuji. Computational Characterization of Nylon 4, a Biobased and Biodegradable Polyamide Superior to Nylon 6. ACS Omega. 2018-08-31, roč. 3, čís. 8, s. 9544–9555. Dostupné online [cit. 2024-10-01]. ISSN 2470-1343. doi:10.1021/acsomega.8b00915. PMID 31459086. (anglicky)
13. ↑  REINŠTEINOVÁ, Lucie; BENEŠOVÁ, Václava; UŘIČÁŘ, Jonáš. Degradation of nanofiber layers made of biobased polyamide 4. Polymer Degradation and Stability. 2024-07-01, roč. 225, s. 110794. Dostupné online [cit. 2024-10-28]. ISSN 0141-3910. doi:10.1016/j.polymdegradstab.2024.110794.
14. ↑  TACHIBANA, Koichiro; URANO, Yuichi; NUMATA, Keiji. Biodegradability of nylon 4 film in a marine environment. Polymer Degradation and Stability. 2013-09-01, roč. 98, čís. 9, s. 1847–1851. Dostupné online [cit. 2024-10-28]. ISSN 0141-3910. doi:10.1016/j.polymdegradstab.2013.05.007.
15. ↑  YAMANO, Naoko; NAKAYAMA, Atsuyoshi; KAWASAKI, Norioki. Mechanism and Characterization of Polyamide 4 Degradation by Pseudomonas sp.. Journal of Polymers and the Environment. 2008-04-01, roč. 16, čís. 2, s. 141–146. Dostupné online [cit. 2024-10-28]. ISSN 1572-8900. doi:10.1007/s10924-008-0090-y. (anglicky)
16. ↑  YAMANO, Naoko; KAWASAKI, Norioki; OSHIMA, Maki. Polyamide 4 with long-chain fatty acid groups – Suppressing the biodegradability of biodegradable polymers. Polymer Degradation and Stability. 2014-10-01, roč. 108, s. 116–122. Dostupné online [cit. 2024-10-28]. ISSN 0141-3910. doi:10.1016/j.polymdegradstab.2014.06.011.